# فرد إل. ووكر
فرد إل. ووكر (بالإنجليزية: Fred L. Walker)‏ هو عسكري أمريكي، ولد في 11 يونيو 1887 في مقاطعة فيرفيلد في الولايات المتحدة، وتوفي في 6 أكتوبر 1969 في واشنطن العاصمة في الولايات المتحدة.